# Necrobiopsis tasmanicus
Necrobiopsis tasmanicus là một loài bọ cánh cứng trong họ Trogossitidae. Loài này được Crowson miêu tả khoa học năm 1964.